# Collin (Film)
Collin ist ein zweiteiliger, dreistündiger deutsch-österreichischer Fernsehfilm aus dem Jahre 1981 nach dem gleichnamigen Roman (1979) von Stefan Heym. Unter der Regie von Peter Schulze-Rohr spielt Curd Jürgens die Titelrolle eines desillusionierten und unter einer Schreibhemmung leidenden DDR-Schriftstellers. Seinen erbitterten Widersacher von der Stasi verkörpert Hans-Christian Blech.

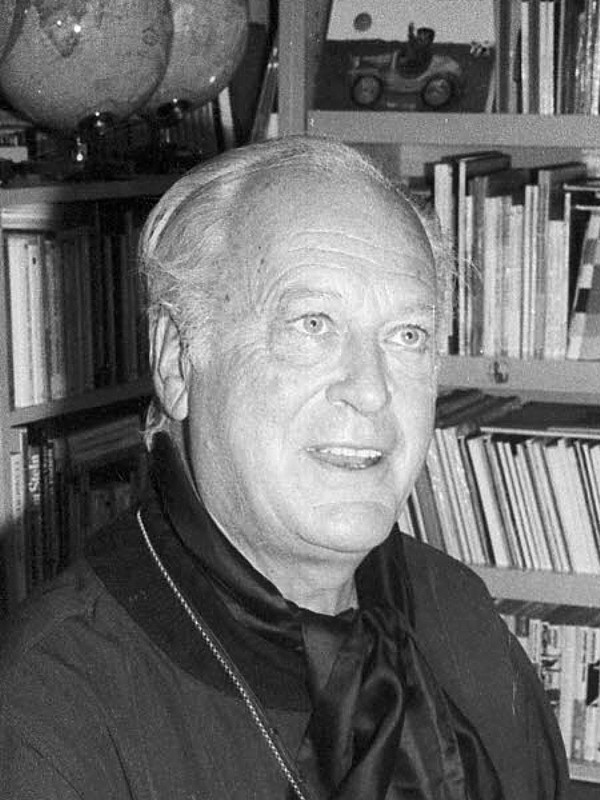
Liefern sich ein Psycho-Duell: Curd Jürgens als DDR-Schriftsteller Collin …

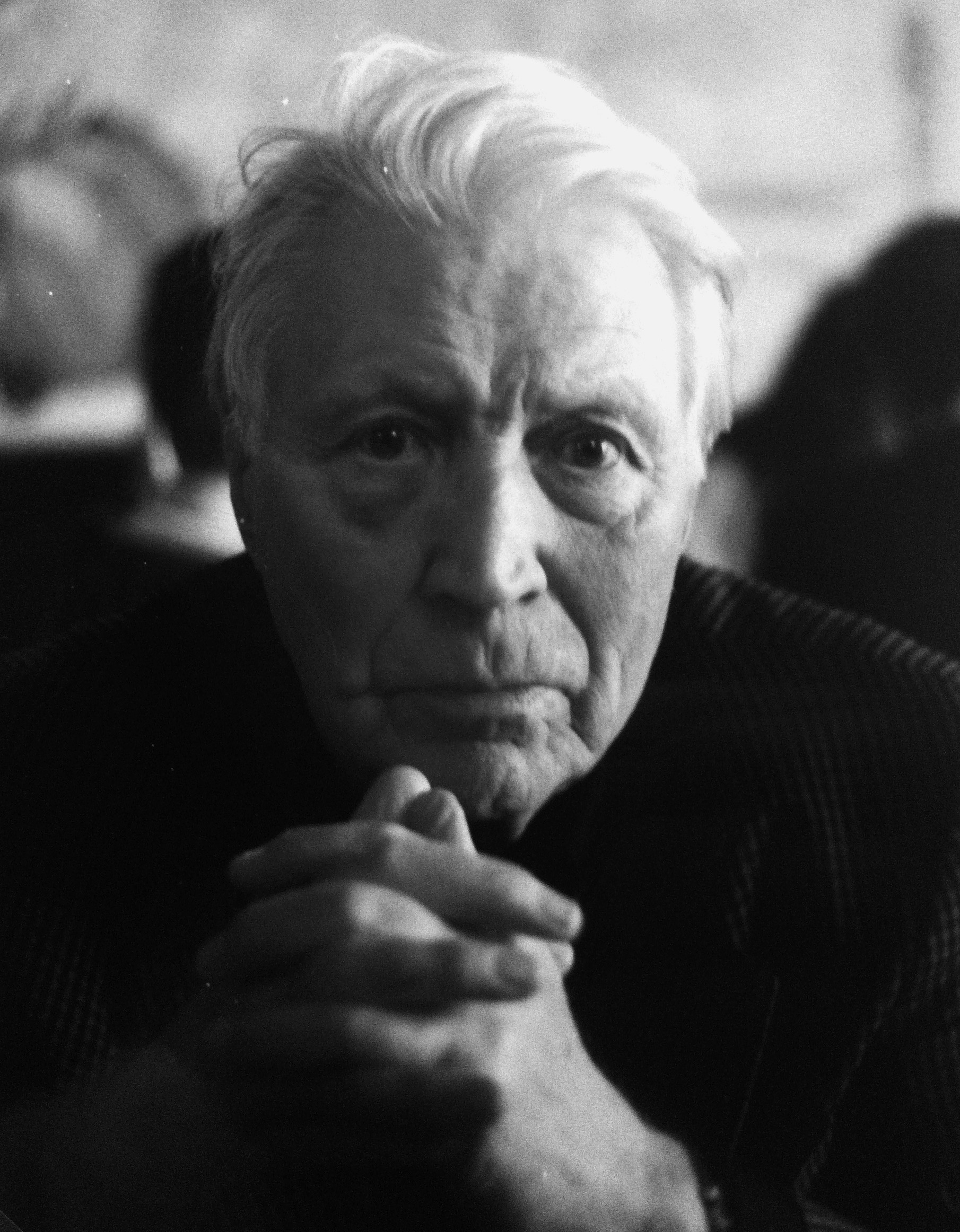
… und Hans-Christian Blech als sein Gegenspieler, Stasichef Urack

## Handlung
DDR, Ende der 1970er Jahre. In einer für die Staatsprominenz reservierten Ostberliner Klinik begegnen sich zwei Männer, die nur eines gemeinsam haben: Beide sind herzleidend und sterbenskrank. Das Herzleiden des einst gefeierten, preisgekrönten Star- und Staatsschriftstellers Hans Collin ist aber primär psychosomatischer Natur, denn die Verleugnung offensichtlicher Wahrheiten, die in der DDR keinesfalls gesagt werden dürfen, hat ihn im Lauf der Jahre innerlich zermürbt. Seine lange Zeit nicht eingestandene Schönfärberei als Autor hat den mit einer deutlich jüngeren Chansonette verheirateten Collin erst zum Konformisten und anschließend krank gemacht. Einige Zimmer weiter wurde der allseits gefürchtete und äußerst machtbewusste Stasi-Chef Wilhelm Urack (angelehnt an den realen Erich Mielke) untergebracht. Urack steht für all das, was Collin verabscheut und ihn in seine missliche Lage gebracht hat: Der Alt-Stalinist ist die personifizierte Lebenslüge des DDR-Systems, die Collin zur Untätigkeit und damit zur Erkrankung geführt hat.
Dabei standen beide einst Seite an Seite im Kampf gegen den Faschismus, als sie den Internationalen Brigaden angehörten und während des Spanischen Bürgerkriegs (1936–1939) gegen Franco kämpften. Doch während der Eine seine Ideale mit Gründung der DDR nicht aufgeben wollte und an eine idealisierte Form des Sozialismus glaubte, machte der Andere im Staatsapparat der SED Karriere und begann kontinuierlich und zielgerichtet an der Unterdrückung von Meinungsfreiheit und Gerechtigkeit mitzuwirken. Diese beiden grundverschiedenen Richtungsentscheidungen in ihren Biografien hatte Collin und Urack schließlich nicht nur entzweit, sondern auch zu Feinden gemacht. Nun stehen sich die beiden Kampfhähne unversöhnlich gegenüber und wetten darum, wer den anderen wohl überlebt.
Collins Schreibblockade kann sich nicht lösen, solang die Verhältnisse in der DDR so bleiben wie sie sind, und die sind ursächlich in der Person Wilhelm Uracks und seiner Funktion innerhalb des SED-Machtapparats begründet. Wenn er sich jemals noch einmal an die Schreibmaschine setzen werde, so ist sich der desillusionierte Sozialist Collin sicher, dann nur, um in seinen Memoiren über Urack und dessen systemimmanenten Verfehlungen zu schreiben. In diesem Sinne erfährt der einst gefeierte Schriftsteller Unterstützung der Krankenhausärztin Dr. Christine Roth, die ihn darin bestärkt, wieder mit dem Schreiben zu beginnen. Auch Collins alter Spanien-Kommandeur Havelka, der nach dem Krieg eines von vielen politischen Opfern Uracks wurde, drängt den einstigen Staatsautoren dazu, nicht länger in selbstgewählter Isolation zu verharren, sondern Urack und mit ihm die moralischen Verwerfungen des Systems literarisch anzuprangern.
Urack wiederum hat schwer daran zu schlucken, dass ausgerechnet sein Enkel Peter Urack zum scharfen Regime-Kritiker wurde und sich einer sich formierenden Dissidentenbewegung angeschlossen hat. Bald beginnen die alten Kontrahenten ein intellektuelles Streitgespräch, dass sich zum Psycho-Duell zweier sprachgewaltiger DDR-Antipoden auswächst. Noch einmal fährt Urack all seine Machtmittel auf, um gegenüber Collin ein angsteinflößendes Bedrohungspotential aufzubauen: In alter Stasi-Manier durchstöbert er Collins Krankenhauszimmer und prüft dessen erste Manuskriptseite seiner begonnenen Erinnerungen. Als Peter Urack, desillusioniert von Staat und Gesellschaft, in den Westen flüchtet, scheint der alte Urack kurz wie ein gebrochener Mann, der nun um Amt und Würden fürchten muss. Für einen Moment erscheint Collin als Sieger, doch schließlich erleidet er einen Herzinfarkt. Alles bleibt also beim alten? Nein, denn nach seiner Genesung und der Entlassung aus der Klinik fährt Collin mit dem Schreiben seiner Memoiren fort.

## Produktionsnotizen
Collin, eine Auftragsproduktion des Südwestfunks, des Norddeutschen Rundfunks und des Österreichischen Rundfunks, wurde am 6. und am 9. Dezember 1981 jeweils um 20.15 Uhr in der ARD erstmals ausgestrahlt.
Renate Hofer und Karl Wägele sorgten für die Ausstattung.

## Drehorte
- Die Krankenhausaufnahmen wurden im franz. Militärkrankenhaus "Francis Picaud" in Bühl-Rittersbach gedreht.

## Auszeichnungen
Curd Jürgens und Hans-Christian Blech, die sich in diesem Film ein Schauspiel-Duell auf Augenhöhe lieferten, erhielten für ihre hier gezeigten Leistungen die Goldene Kamera der Programmzeitschrift Hörzu.

## Rezeption

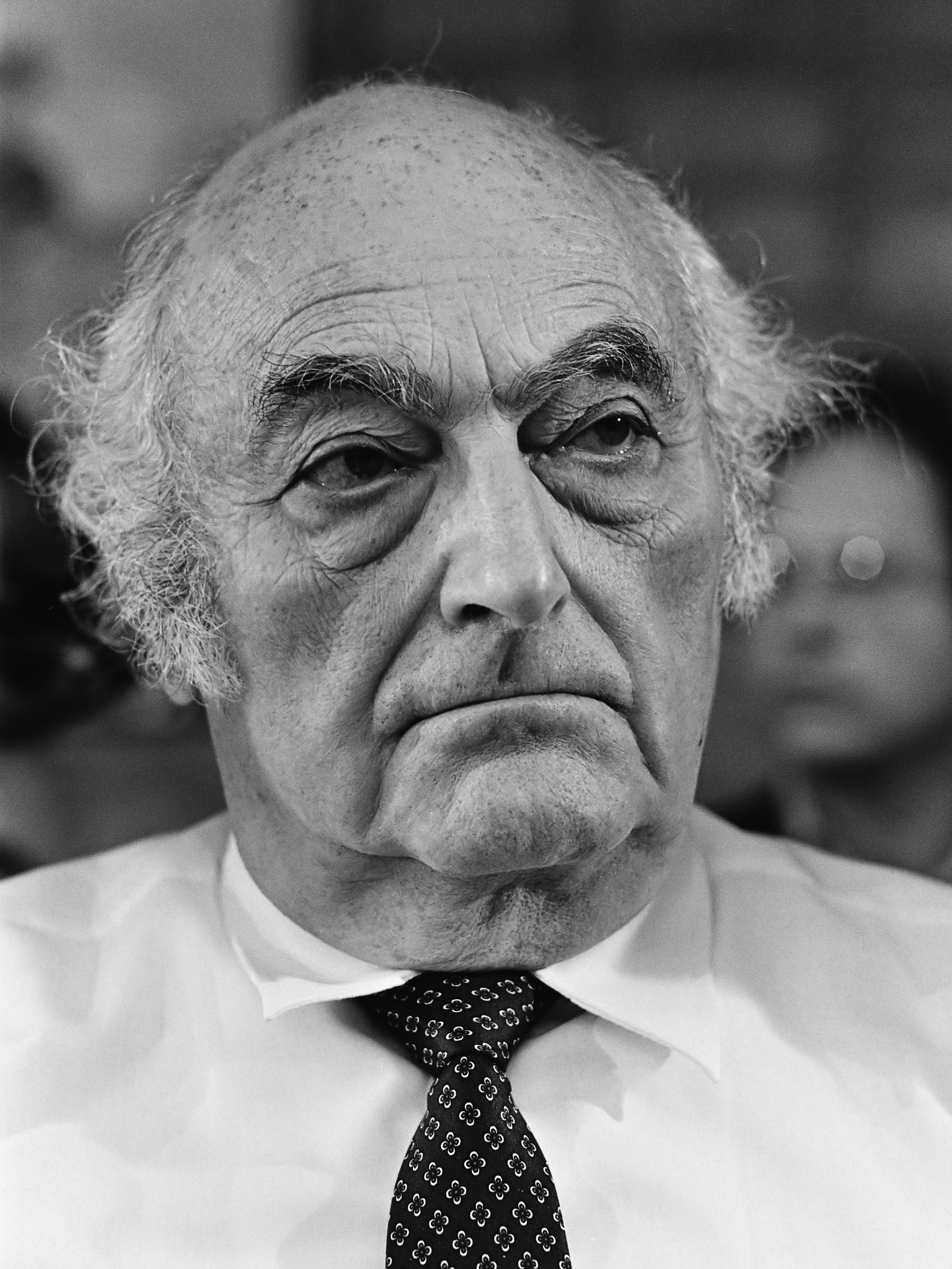
Vorlageautor Stefan Heym (1982)

Der Spiegel erinnerte daran, dass Heyms Roman in seiner Heimat DDR nicht erscheinen durfte und widmete der ebenso aufwendigen wie ambitionierten filmischen Umsetzung einen längeren Artikel. Hier heißt es: „Die zweiteilige TV-Adaption … hat die sprachlichen und andere Unzulänglichkeiten des Romans übergehen und sich auf seine Stärken konzentrieren können, Nebenhandlungen zum Vorteil des Ganzen stärker ausgespielt. Der Film, von Heym ausdrücklich gutgeheißen, ist besser als das Buch, verhaltener und dichter. Er ist sehenswert wegen mancher sorgfältig-intensiven Schauspielerei und, jenseits politischen Interesses, als ein Spiel von Angst und Tod, Alter und Macht, in dem zwei Alte mächtig glänzen: Hans-Christian Blech als Urack und – ja, tatsächlich – Curd Jürgens als Collin.“
Zu Blechs Rollenfach in seinen späten Schauspieljahren, das sich in Collin manifestierte und in dem verhärteten Stasichef Urack seine perfekte Entsprechung fand, schreibt Das große Personenlexikon des Films: „Blechs Bandbreite ermöglichte ihm mit fortgeschrittenem Alter immer häufiger, hintergründige Charaktere darzustellen, Fragende und Zweifler, Zyniker und innerlich Versteinerte, Verbitterte und Resignierende, die nicht mehr den rechten Biß besitzen wie sein Stasi-Chef im TV-Zweiteiler 'Collin' (1981).“